# Tony Hale

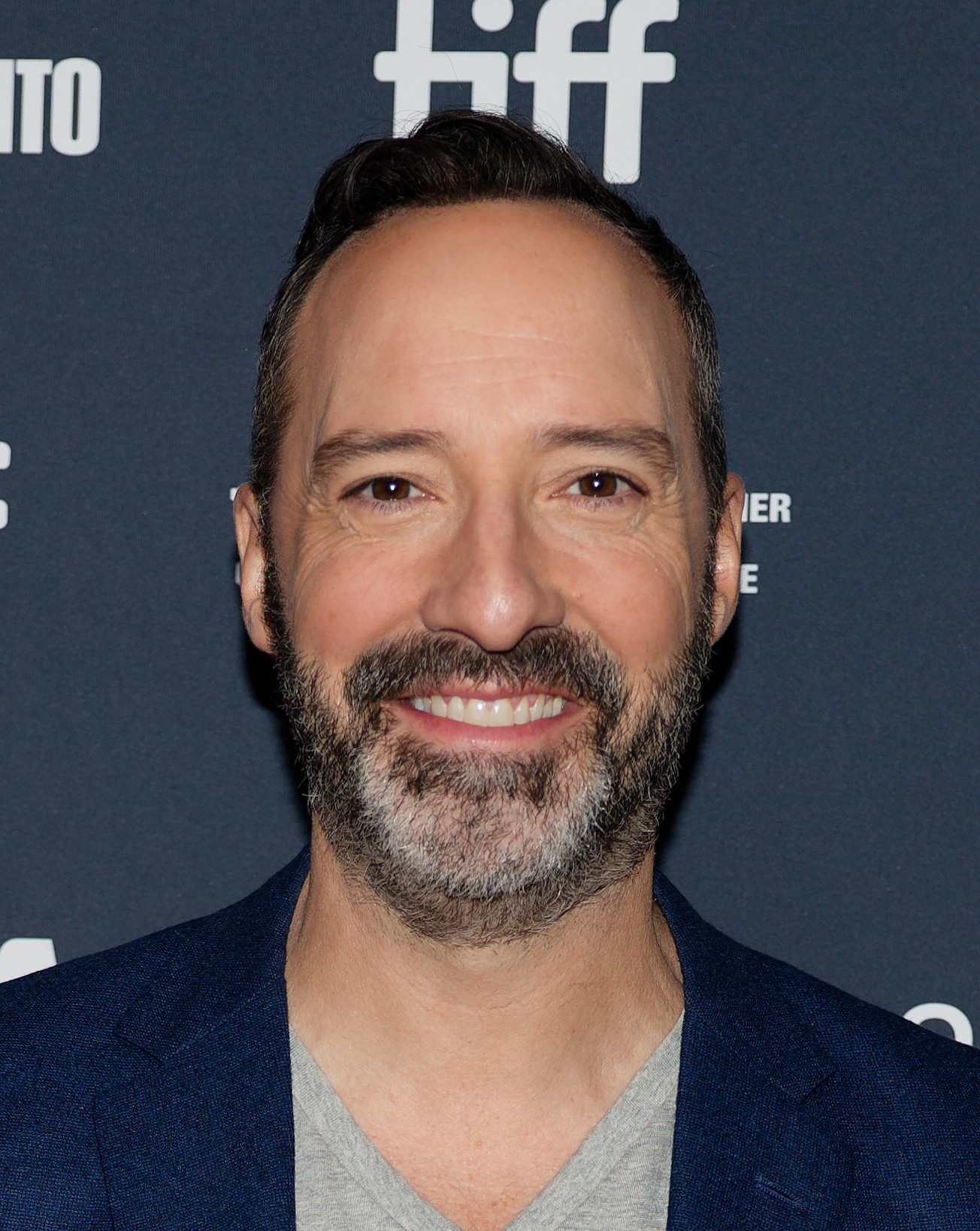
Tony Hale (2024)

Tony Hale (* 30. September 1970 in West Point, New York) ist ein US-amerikanischer Schauspieler und zweifacher Emmy-Preisträger.

## Leben
Hale wurde in West Point (New York) geboren und wuchs in Tallahassee (Florida) auf, wo er das Young Actors Theatre besuchte und in zahlreichen Theaterproduktionen mitwirkte. 1992 machte er seinen Abschluss an der Samford University in Alabama. Danach besuchte er bis 1994 die Regent University in Virginia.
Sein Schauspieldebüt gab er 1995 in dem Fernsehfilm The Least of These. Es folgten weitere kleine Rollen in Filmen und Gastauftritte in Dawson’s Creek, Die Sopranos und Sex and the City. Der Durchbruch als Schauspieler gelang ihm in der von 2003 bis 2006 ausgestrahlten Fernsehserie Arrested Development. Im Mai 2013 kehrte die Serie beim Video-on-Demand-Anbieter Netflix für 15 neue Episoden zurück, in denen er seine Rolle wieder aufnahm. 2006 spielte er unter anderem eine Rolle in Marc Forsters Schräger als Fiktion an der Seite von Will Ferrell und Maggie Gyllenhaal. 2007 spielte er in regulären Besetzung der Fernsehserie Andy Barker, P.I. als Simon, die Serie kam auf sechs Folgen. Von 2008 bis 2010 hatte er eine wiederkehrende Rolle in der Fernsehserie Chuck als Emmett Milbarge inne. Für seine Rolle als Assistent der US-Vizepräsidentin in der HBO-Comedyserie Veep erhielt er 2013 und 2015 den Emmy Award als bester Nebendarsteller.
Hale ist seit 2003 mit Martel Thompson verheiratet. Das Paar hat ein Kind.

## Filmografie
- 1995: The Least of These (Fernsehfilm)
- 2001: Dawson’s Creek (Fernsehserie, Folge 4x14)
- 2001: Die Sopranos (The Sopranos, Fernsehserie, Folge 3x07 Der Kennedy-Kult)
- 2001: Sex and the City (Fernsehserie, Folge 4x02)
- 2003–2006, 2013–2019: Arrested Development (Fernsehserie, 74 Folgen)
- 2004: Stateside
- 2006: Die Chaoscamper (RV)
- 2006: Schräger als Fiktion (Stranger than Fiction)
- 2007: Von Frau zu Frau (Because I Said So)
- 2007: Andy Barker, P.I. (Fernsehserie, 6 Folgen)
- 2008: Despereaux – Der kleine Mäuseheld (The Tale of Despereaux, Stimme)
- 2008–2010: Chuck (Fernsehserie, 13 Folgen)
- 2009: Der göttliche Mister Faber (The Answer Man)
- 2009: Emergency Room – Die Notaufnahme (ER, Fernsehserie, Folge 15x17)
- 2009: Rules of Engagement (Fernsehserie, Folge 3x11 Die Pizza-Connection)
- 2009: The Goods – Schnelle Autos, schnelle Deals (The Goods: Live Hard, Sell Hard.)
- 2009: Der Informant! (The Informant!)
- 2010: HappyThankYouMorePlease
- 2010: Justified (Fernsehserie, Folge 1x06)
- 2011: Royal Pains (Fernsehserie, Folge 3x07 Angst im Rampenlicht)
- 2012–2019: Veep – Die Vizepräsidentin (Veep, Fernsehserie, 65 Folgen)
- 2013: Kings of Summer (The Kings of Summer)
- 2013: Taffe Mädels (The Heat)
- 2013–2016: Sanjay & Craig (Sanjay and Craig, Fernsehserie, 30 Folgen, Stimme)
- 2013–2019: Drunk History (Fernsehserie, 8 Folgen)
- 2015: Night Owls
- 2015: American Ultra
- 2015: Alvin und die Chipmunks: Road Chip (Alvin and the Chipmunks: Road Chip)
- 2016: Yoga Hosers
- 2017: Transformers: The Last Knight
- 2017: Rick and Morty (Fernsehserie, Folge 3x02 Jenseits der Blutkuppel, Stimme)
- 2018: 15:17 to Paris (The 15:17 to Paris)
- 2018: Love, Simon
- 2018–2019: Eine Reihe betrüblicher Ereignisse (A Series of Unfortunate Events, Fernsehserie, 4 Folgen)
- 2019: To the Stars
- 2019: A Toy Story: Alles hört auf kein Kommando (Toy Story 4, Stimme)
- seit 2019: Harley Quinn (Fernsehserie, Stimme)
- 2019–2022: Disney Amphibia (Fernsehserie, Stimme, 3 Folgen)
- 2020: Nine Days
- 2021: What Josiah Saw
- 2021: Clifford der große rote Hund (Clifford the Big Red Dog)
- 2021: Being the Ricardos
- 2021: Die geheime Benedict-Gesellschaft (The Mysterious Benedict Society, Fernsehserie)
- seit 2021: Rugrats (Fernsehserie, Stimme)
- 2021–2023: HouseBroken (Fernsehserie, Stimme)
- 2022: Hocus Pocus 2
- 2023: Woman of the Hour
- 2023: Quiz Lady
- 2024: Alles steht Kopf 2 (Inside Out 2, Stimme)
- 2024: The Decameron (Fernsehserie)
- 2024: Sketch (auch als Produzent)
- 2025: Alfred Morettis Opus (Opus)